# 나카시마촌 (오사카부)
나카시마촌(일본어: 中島村)은 일본 오사카부 니시나리군에 설치되었던 촌이다. 현재의 오사카시 히가시요도가와구의 일부에 해당한다.